# Brett Riley
Brett Riley (ur. 30 lipca 1953 roku w Auckland) – nowozelandzki kierowca wyścigowy.

## Kariera
Riley rozpoczął karierę w międzynarodowych wyścigach samochodowych na przełomie 1972 i 1973 roku od startów w Nowozelandzkiej Formule Ford, gdzie jednak nie zdobywał punktów. W późniejszych latach Nowozelandczyk pojawiał się także w stawce Brytyjskiej Formuły Atlantic, Brytyjskiej Formuły 3 - Brands Hatch Paul Nicholas Trophy, Brytyjskiej Formuły 3 - Mallory Park "The Hollies" Trophy, Brytyjskiej Formuły 3 BRDC Shellsport, Brytyjskiej Formuły 3 BARC, Europejskiej Formuły 3, Brytyjskiej Formuły 3 BRDC Vandervell, Plastic Padding Formula 3 Trophy, Peter Stuyvesant International Formula Pacific Series, Brytyjskiej Formuły 1, Formula Pacific New Zealand International Series, B.A.R.C. TV-Race, John Player International F3 Trophy, Wendy Wools Formula 3 Race, Grand Prix Monako Formuły 3, Brytyjskiej Formuły 3, Australian Drivers' Championship, NZ International Formula Mondial Series, World Touring Car Championship, Asia-Pacific Touring Car Championship, Sandown 500, Tooheys 1000, Pepsi 300, Australian Endurance Championship, NZ National Touring Car Championship, New Zealand 2.0 L Touring Car Championship, Bathurst 1000, Wynn's NZ 2 Litre Touring Car Championship oraz Bridgestone NZ Porsche Championship.